# Linda bella Linda
Linda bella Linda è un singolo del gruppo musicale italiano Daniel Sentacruz Ensemble, pubblicato nel 1976 e successivamente incluso nell'album Daniel Sentacruz Ensemble.

## Descrizione
Il brano del Lato A, Linda bella Linda, partecipò nel 1976 al Festival di Sanremo, dove si classificò all'ottavo posto, e a Un disco per l'estate, e l'anno seguente fu incluso nell'album eponimo del gruppo. Si tratta del maggiore successo discografico del Festival di Sanremo 1976: in Italia il 45 giri raggiunse infatti il secondo posto delle classifiche e risultò in assoluto il 12° singolo più venduto del 1976.
Linda bella Linda è stata scritta da Daniel Sentacruz (alias Stefano Dammicco), Francesco Specchia, Querencio e Zacar (alias Ciro Dammicco). A ispirare il titolo del brano fu il secondo nome della cantante dei Daniel Sentacruz Ensemble Rossana Marialinda Barbieri, meglio nota come Linda Lee.
Il brano fu presentato per la prima volta in pubblico nel corso della seconda serata del Festival di Sanremo 1976, che si svolse al venerdì 20 febbraio 1976. Il brano era incluso nella squadra 5, che comprendeva anche i brani Stella cadente degli Armonium, Vieni di Silvano Vittorio, Volo AZ 504 degli Albatros, Signora tu di Miko e Sambariò di Drupi. In qualità di capisquadra, i Daniel Sentacruz Ensemble erano, insieme a Drupi, qualificati di diritto alla finale. Nel corso della serata finale di sabato 20 febbraio 1976, Linda bella Linda era il 13° brano in scaletta e fu eseguito dopo Gli occhi di tua madre di Sandro Giacobbe e prima di Signora tu di Miko.
Scaramouche è stata scritta da Fabio Frizzi, Franco Bixio, Vince Tempera e Stefano Dammicco, ed è la colonna sonora del film del 1976 Le avventure e gli amori di Scaramouche, diretto da Enzo G. Castellari. Il brano è cantato in lingua inglese.
Oltre che in Italia, il disco fu pubblicato anche in Francia, Grecia, Portogallo, Spagna, Svezia e in America latina. Il brano Linda bella Linda fu ripubblicato anche nel 1977 in un 45 giri uscito in Polonia, che conteneva al Lato B il brano Charlie Brown eseguito dai Two Man Sound.

## Tracce
7":
1. Linda bella Linda – 3:41 (Daniel Sentacruz, Francesco Specchia, Querencio e Zacar)
2. Scaramouche – 3:04 (Fabio Frizzi, Franco Bixio, Vince Tempera e Stefano Dammicco)

Durata totale: 6:45
7" Germania
1. Linda bella Linda – 3:41 (Daniel Sentacruz, Francesco Specchia, Querencio e Zacar)
2. To Love Music – 2:52 (Zacar)

Durata totale: 6:33

## Classifiche
| Classifica | Posizione massima | Nr. di settimane |
| ---------- | ----------------- | ---------------- |
| Italia     | 2                 | 12               |
| Svezia     | 19                | 1                |

## Cover
- Nel 1976 Gitte Hænning ne registra una versione in danese intitolata Linda skønne Linda.[3][7]
- Sempre nel 1976 Iren Indra ne incide una versione in tedesco intitolata Linda, bella Linda, pubblicata dalla EMI in 7" con numero di catalogo 1C 006-33812 e con sul retro il brano Dann kam der grosse Regen.[8][9]
- Ancora nel 1976 la cantante francese Sheila ne esegue una versione in francese dal titolo Un prince en exil.[3][10]
- Nel 1995 Marina De Sanctis, vocalist per Maria Teresa Mattei, ne canta una versione nell'album Non è la Rai gran finale.